# Lutk

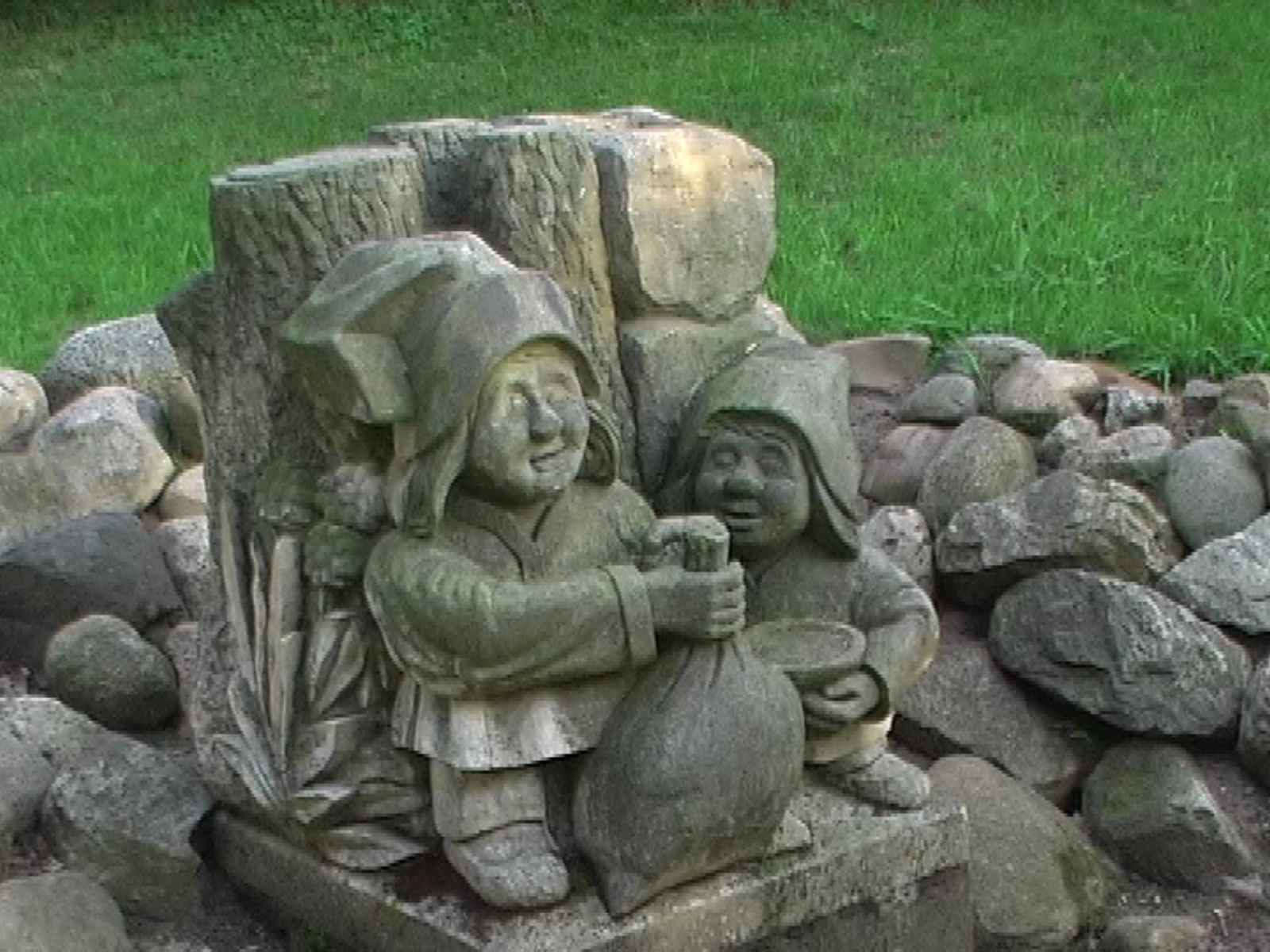
Skulptur von Lutken in Burg (Spreewald)

Lutken oder Ludken (aus dem Sorbischen für „Leutchen“) sind meist in der Erde wohnende Zwerge aus der Lausitzer Sagenwelt. Im Sorbischen heißen sie Lutki und werden in der Mark Brandenburg Lutchen genannt. Der Singular Lutk wird in der Sage meist nur verwendet, wenn ein Einzelner mit einem Menschen, zumeist aus dem bäuerlichen Stand, in Kontakt tritt.
Die Lutken sollen den Menschen meist freundlich gesinnt gewesen sein und verkehrten in ihren Häusern. Sie sind kleine Menschen, die einst auf der Erde wohnten und mit dem Eindringen des Christentumes, erschreckt durch den Klang der Kirchenglocken, ins Erdinnere flüchteten. Im Norden der Lausitz brachte man die gefundenen Urnen und Tonkrüge mit ihnen in Verbindung, die man für den Hausrat der Lutken hielt. Ihre Wohnhügel wurden Ludkowa gora (Ludkenberg) oder Ludkowa gorka (Ludkenhügel) genannt.
In der Oberlausitz kennt man ebenfalls Zwergsagen, die insbesondere in der südlichen Oberlausitz von Querxen und Veensmännlein erzählen.
- Siehe auch: Die Lüttchen vom Räuberberg.